# 마니아 데 보세
《마니아 데 보세》(포르투갈어: Mania de Você)는 2024년부터 2025년까지 방영된 브라질의 텔레노벨라이다.